# Davilla latifolia
Davilla latifolia är en tvåhjärtbladig växtart som beskrevs av Giovanni Casaretto. Davilla latifolia ingår i släktet Davilla, och familjen Dilleniaceae. Inga underarter finns listade i Catalogue of Life.